# NGC 134
NGC 134 (również PGC 1851) – galaktyka spiralna z poprzeczką (SBbc), znajdująca się w gwiazdozbiorze Rzeźbiarza w odległości 60 milionów lat świetlnych. Została odkryta 7 lipca 1826 roku przez Jamesa Dunlopa.
Do tej pory w galaktyce zaobserwowano jedną supernową:
- SN 2009gj, odkryta 20 czerwca 2009 roku przez Stuarta Parkera, osiągnęła jasność obserwowaną 15,9m.